# Sainte-Gemme-la-Plaine
Sainte-Gemme-la-Plaine är en kommun i departementet Vendée i regionen Pays de la Loire i västra Frankrike. Kommunen ligger i kantonen Luçon som tillhör arrondissementet Fontenay-le-Comte. År 2022 hade Sainte-Gemme-la-Plaine 2 074 invånare.

## Befolkningsutveckling
Antalet invånare i kommunen Sainte-Gemme-la-Plaine
| Referens: INSEE |